# قطعنامه ۷۶۹ شورای امنیت
قطعنامه ۷۶۹ شورای امنیت سازمان ملل متحد که در تاریخ ۰۷ اوت ۱۹۹۲ تصویب شد، سندی بین‌المللی دربارهٔ یوگسلاوی سابق است. این قطعنامه طی نشست ۳۱۰۴ام با ۱۵ رای موافق، ۰ مخالف و ۰ ممتنع تصویب شد.